# Dave Duerson
David Russell Duerson (Muncie, 28 novembre 1960 – Sunny Isles Beach, 17 febbraio 2011) è stato un giocatore di football americano statunitense che ha giocato nel ruolo di safety per undici stagioni nella National Football League (NFL). Fu scelto nel corso del terzo giro (64º assoluto) del Draft NFL 1983 dai Chicago Bears. Al college giocò a football all’Università di Notre Dame. Morì suicida sparandosi al petto, in modo che il cervello potesse essere studiato per la ricerca scientifica sull'encefalopatia traumatica cronica.

## Carriera professionistica
Duerson fu scelto nel corso del terzo giro del Draft 1983 dai Chicago Bears. Fu selezionato per quattro Pro Bowl consecutive dal 1986 al 1989 nella sua carriera e vinse due Super Bowl: coi Bears (Super Bowl XX) e coi Giants (Super Bowl XXV). Durante la stagione 1986, Duerson stabilì il record NFL (in seguito superato nel 2005 da Adrian Wilson degli Arizona Cardinals) per il maggior numero di sack messi a segno da un defensive back, con sette. Inoltre intercettò 6 passaggi ritornandoli per un totale di 139 yard. Alla fine della stagione, Duerson fu inserito nel First Team All-Pro da Pro Football Weekly, dalla Pro Football Writers Association e da The Sporting News e nel Second-Team All-Pro dall'Associated Press. Nel 1987, Duerson vinse il premio di NFL Man of the Year. Nelle sue undici stagioni fece registrare 20 intercetti, ritornati per 226 yard, e 16 sack. Inoltre recuperò 5 fumble, uno dei quali ritornato in touchdown.

## Palmarès

### Franchigia
- Super Bowl : 2

Chicago Bears: Super Bowl XX
New York Giants: Super Bowl XXV
- National Football Conference Championship: 2

Chicago Bears: 1985
New York Giants: 1990

### Individuale
- Convocazioni al Pro Bowl: 4

1985, 1986, 1987, 1988
- Second-Team All-Pro: 2
- Walter Payton NFL Man of the Year Award: 1

1987

## Statistiche
| Sack fatti        | 16 |
| Intercetti fatti  | 20 |
| Fumble recuperati | 5  |